# 卡迈勒丁·苏莱曼纳
卡迈勒丁·苏莱曼纳（英語：Kamaldeen Sulemana；2002年2月15日—），是一名加纳足球运动员，场上司职左边锋，现效力于意甲球队阿特蘭大，并代表加纳参加国际比赛。

## 俱乐部生涯

### 北西兰
苏莱曼纳出生在加纳東博諾大區的小城泰奇曼，他曾效力过当地的梦想权利青训学院。2020年1月，苏莱曼纳加盟了梦想权利在丹麦的合作俱乐部—北西兰。2020年2月15日，在他的18岁生日当天，苏莱曼纳与俱乐部正式签约，合同为期5年。一周后，2月22日，在北西兰与桑德尔尤斯克的丹超比赛中， 苏莱曼纳在第61分钟时替补登场，换下了迪奥曼德，完成了职业生涯首秀。
2020年8月，在当家球星庫杜斯离队加盟阿贾克斯后，苏莱曼纳获得了球队的10号球衣。由于他的技术、盘带、速度、以及创造机会能力，苏莱曼纳被广泛认为是丹超联赛中最有潜力的球员之一。在2020–21赛季冬季转会窗口中，他的大名被与多家欧洲豪门联系在一起。而荷甲豪门阿贾克斯与德甲劲旅勒沃库森是最想得到苏莱曼纳的豪门之一，由此可见他的重要性。

## 国家队生涯
2020年9月25日，在加纳与马里的比赛前，苏莱曼纳首次被国家队征召。2020年10月9日，在加纳0-3惨败马里的友谊赛中，苏莱曼纳在第42分钟时替补登场，完成了加纳国家队首秀。三天后，在加纳与卡塔尔的友谊赛中，苏莱曼纳在第64分钟时替补登场，帮助球队5-1狂胜对手。

## 生涯数据
最後更新：2021年3月10日
| 俱乐部   | 赛季     | 联赛     | 联赛 | 联赛 | 本土杯赛 | 本土杯赛 | 欧战 | 欧战 | 其他 | 其他 | 合计 | 合计 |
| 俱乐部   | 赛季     | 联赛级别 | 出场 | 进球 | 出场     | 进球     | 出场 | 进球 | 出场 | 进球 | 出场 | 进球 |
| -------- | -------- | -------- | ---- | ---- | -------- | -------- | ---- | ---- | ---- | ---- | ---- | ---- |
| 北西兰   | 2019–20  | 丹超     | 13   | 4    | 0        | 0        | —    | —    | —    | —    | 13   | 4    |
| 北西兰   | 2020–21  | 丹超     | 26   | 10   | 1        | 0        | —    | —    | —    | —    | 27   | 10   |
| 生涯合计 | 生涯合计 | 生涯合计 | 39   | 14   | 1        | 0        | 0    | 0    | 0    | 0    | 40   | 14   |